# ARP String Synthesizer

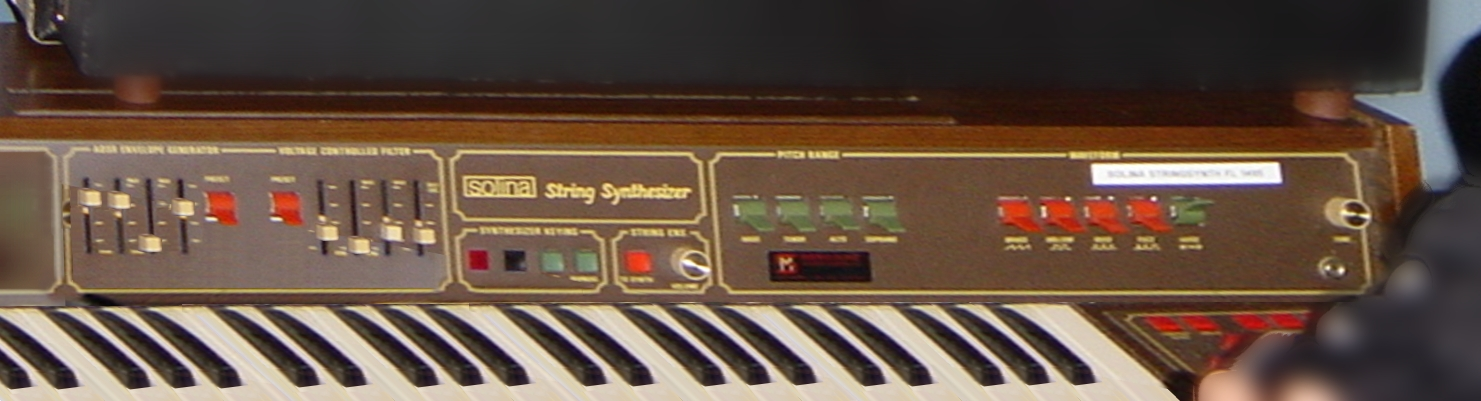
L'ARP String Synthesizer

L'ARP String Synthesizer era uno strumento elettronico nato nel periodo in cui la musica moderna, e in particolare il rock progressivo, erano alla continua ricerca di nuove sonorità con le quali creare le tessiture melodiche e armoniche molto elaborate, tipiche di quel genere musicale. 
La collaborazione fra l'americana ARP Instruments e la olandese Eminent B.V. nei primi anni '70 portò alla produzione di strumenti che incorporavano parti dell'una e dell'altra azienda, per essere proposti nel mercato americano ed europeo. Lo strumento più celebre prodotto da questa partnership fu lo String Ensemble, venduto sotto i due diversi brand nei due continenti, al quale fece seguito uno strumento molto poco diffuso, ma che aveva la caratteristica di integrare le sonorità dello String Ensemble con quelle più orientate alla sintesi sonora, molto richieste in quel periodo.
Nel 1975 ARP produsse l'ARP Explorer, strumento ibrido e in parte innovativo, i cui circuiti vennero impiegati da Eminent per inserirli in alcuni modelli di organo, ma soprattutto per realizzare il Solina String Synthesizer, strumento ricavato dall'unione dell'Explorer con lo String Ensemble. ARP in seguito produsse una variante di detto strumento sotto il nome di ARP String Synthesizer, che non ebbe successo commerciale anche per la notevole mole e che fu prodotto in un centinaio di esemplari., per cui è considerato molto raro e ambito dai collezionisti.